# Insekty (album)
Insekty – trzecia studyjna (czwarta z kolei) płyta formacji Farben Lehre. Zawiera 13 różnorodnych utworów, nagranych na przełomie sierpnia i września 1994 roku w trójmiejskim studio Modern Sound.

## Lista utworów
1. „Analfabeci” – 3:17
2. „Robak” – 2:58
3. „Portrety” – 3:30
4. „Stojąc obok siebie” – 4:17
5. „Streszczenia” – 2:53
6. „Zmęczenie” – 3:00
7. „Młodzi końca wieku” – 2:00
8. „Atak” – 2:51
9. „Insekty” – 3:50
10. „Kopnij mnie jeszcze” – 2:48
11. „Osobista” – 3:00
12. „To schizofrenia” – 2:56
13. „Kicinsky” – 1:39

## Muzycy
- Wojciech Wojda – śpiew, teksty
- Paweł Małecki – gitara, śpiew
- Bogdan Kiciński – gitara, śpiew
- Piotr Kokoszczyński – bas, śpiew
- Adam Mikołajewski – perkusja

Gościnnie
- Marta Potulska – skrzypce (4)
- Paulina Lendzion – głos (7)
- SALEM, Iwona, Ewa, Aśka – okrzyki (8)